# Tengchong
Tengchong (Chinees: 腾冲; Pinyin: Téngchōng) is een stadsniveau arrondissement van Boashan Stad in de provincie Yunnan, Volksrepubliek China. Tengchong is gelegen aan de grens met Myanmar in de Hengduan Shan, een hooggebergte met vulkanische activiteit. De vulkanen zijn actief en zijn herhaaldelijk uitgebarsten. Aardbevingen komen frequent voor.
Tengchong markeert het zuidwestelijke eindpunt van de Heihe-Tengchonglijn, een denkbeeldige lijn die het gebied van China in bijna twee gelijke delen verdeelt.

## Foto's

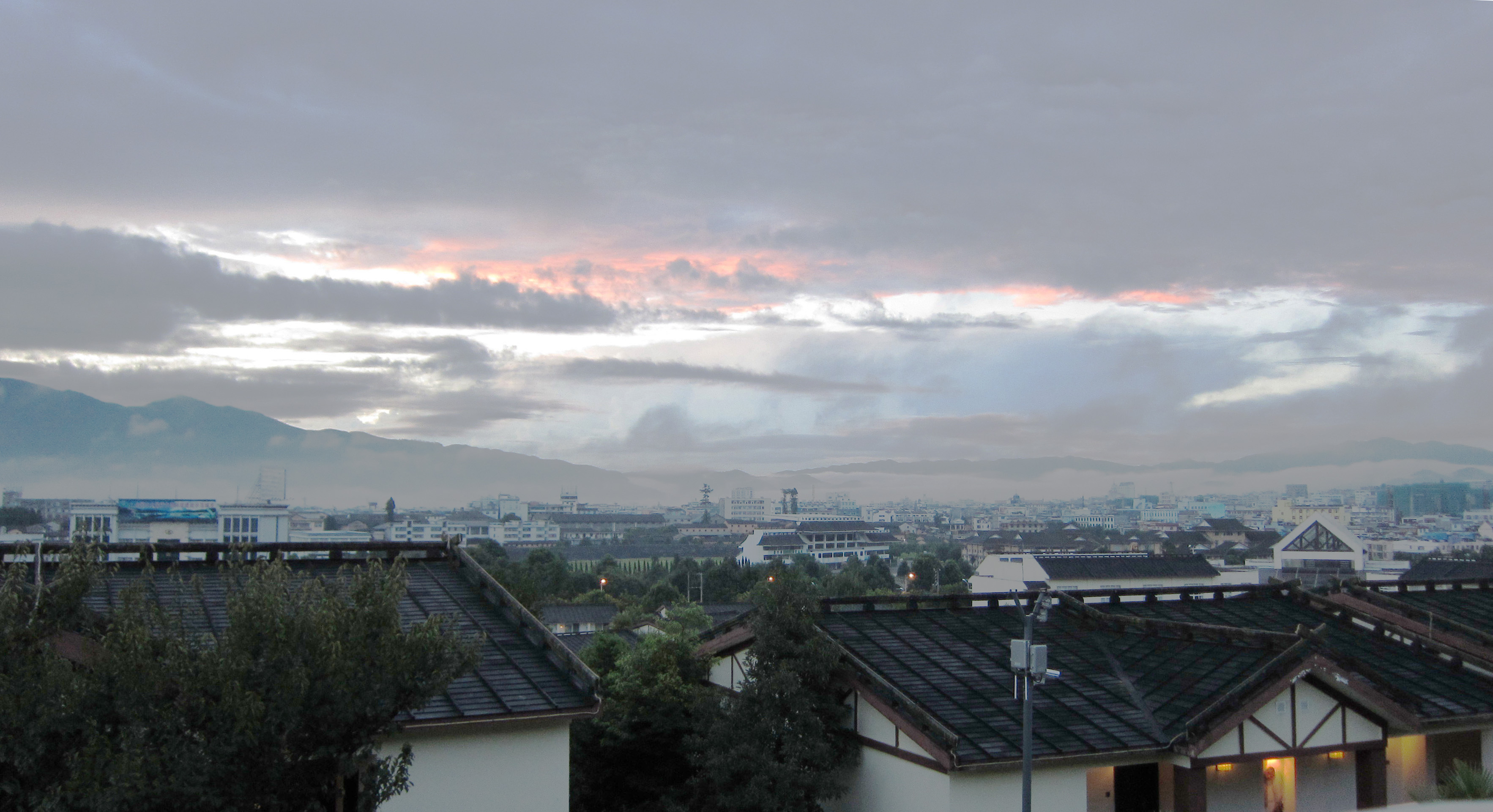
Skyline van Tengchong.
Rijstterrassen.
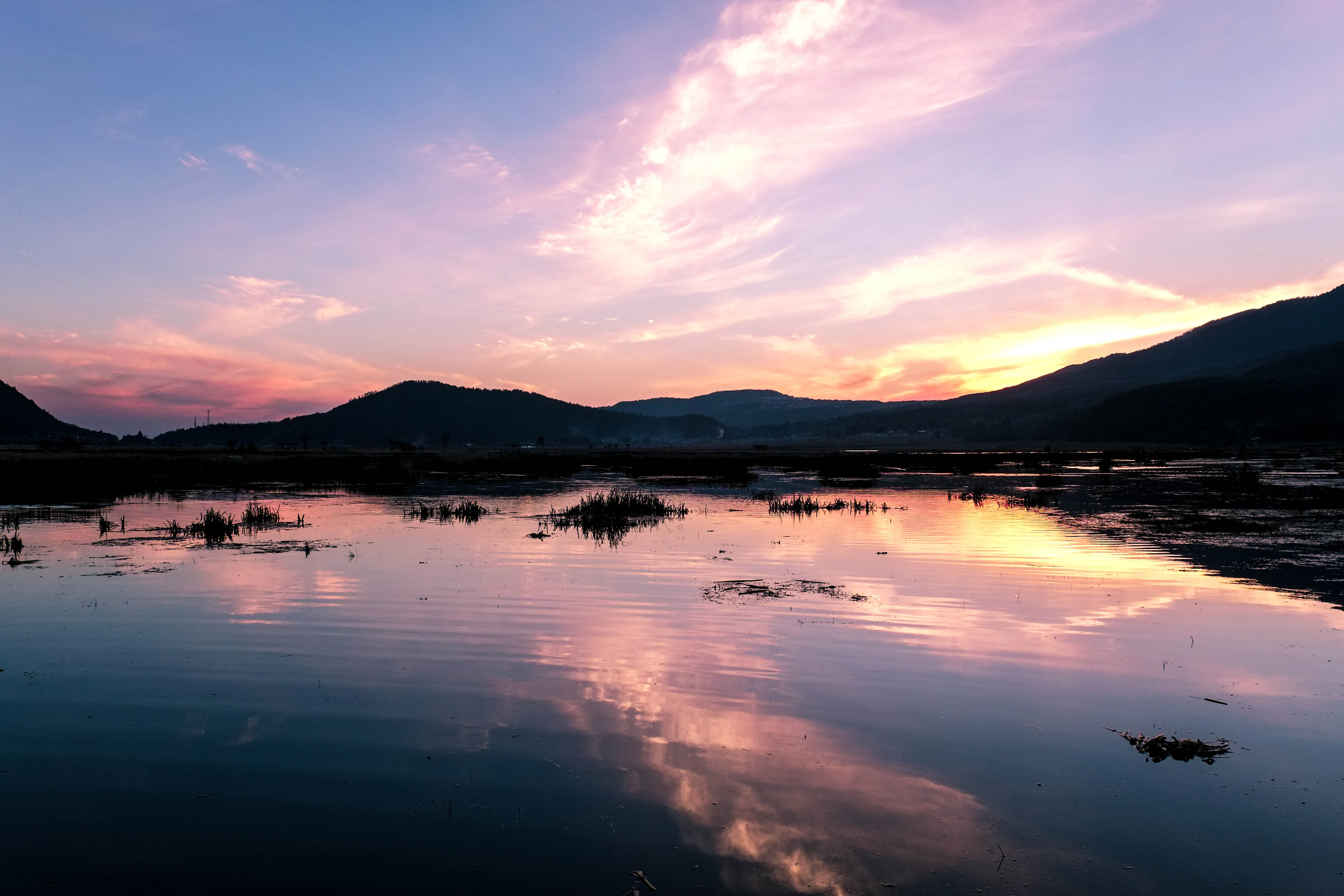
Behai moerasland